# Meïr Aboulafia
Pour les articles homonymes, voir Aboulafia.
Rema"h (hébreu : רמ"ה) redirige ici. Pour le Rem"a (hébreu : רמ"א), voir Moïse Isserlès
Le Rav Meir HaLevi Aboulafia (hébreu : הרב מאיר הלוי אבולעפיה Harav Meir Halevi Aboulafia, acronyme ה)רמ"ה) (Ha)Remah) est une importante autorité rabbinique médiévale séfarade des XIIe et XIIIe siècles (Burgos, v. 1170 – Tolède, 1244).

## Éléments biographiques
Meir Ben Todros ben Juda HaLevi Aboulafia naît dans une famille riche et érudite. Son père est le destinataire du poème Le conflit de la Sagesse et de la richesse, composé par le médecin Juda ben Isaac en 1214. Il est probablement son premier maître. Camarade d'études de Moïse Nahmanide (le futur Ramban), le Remah jouit d'une telle estime à Tolède qu'à la mort de son père, en 1225, le titre honorifique de Nassi (« Prince »), que celui-ci portait, lui est transmis.
Il dirige l'importante yeshiva de Tolède. Parmi ses élèves se trouve Juda ben Salomon ha-Cohen, qui écrira la première encyclopédie de langue hébraïque. A l'âge de trente ans, Aboulafia est élu pour siéger au tribunal rabbinique de cette ville, aux côtés de Meïr Itshak ibn Migash (fils de Joseph ibn Migash) et d'Abraham ben Nathan de Lunel. Au vu de l'autonomie laissée aux Juifs par les rois d'Espagne, le Remah joue un rôle important dans l'établissement du rituel espagnol, et plus encore dans les traditions ashkénazes d'écriture de la Torah.

### Controverse avec Maïmonide
Le Remah est célèbre pour avoir été l'un des premiers critiques de Moïse Maïmonide du vivant de celui-ci.

Bien que lui-même n'ait pas hésité à introduire des interprétations de son cru dans les commentaires sur les passages talmudiques qui lui semblent contredire l'idée qu'il se fait de la perfection de Dieu, il prend les opinions et légendes les plus extraordinaires du Talmud à la lettre. Il ne peut donc que réagir négativement à l'incrédulité apparente exprimée par Maïmonide dans son Yad Hahazaqa à la résurrection physique des morts.
Il écrit une lettre en 1200 à l'intention des Sages de Lunel, mais ne rencontre que peu d'écho : Aaron ben Meshoullam le rabroue fortement, lui reprochant sa présomption et son arrogance, et Sheshet Benveniste le qualifie d'obscurantiste. Il envoie alors une lettre aux Sages du nord de la France, dont la réponse n'est pas plus favorable, en dehors de quelques savants, comme Samson de Sens, qui refuse cependant de le suivre par respect pour Maïmonide, même s'il partage l'opinion du Remah sur les sujets controversés.
Le Remah demeure sa vie durant un opposant à la doctrine philosophique de Maïmonide et un adhérent à la Kabbale. Il ne prend cependant pas part à la controverse maïmonidienne lancée en 1232 par Abraham de Montpellier et son disciple Yona Gerondi, en raison de son âge avancé.

## Œuvres

### Exégèse du Talmud
Meïr Aboulafia est l'auteur d'un recueil de novellae sur le Talmud, dont le titre originel est Pratei Pratim (« Détail des détails »).
Bien qu'il ait probablement couvert l'ensemble du Talmud, il a été éclipsé par ceux du Ramban et du Rashba, et seules quelques parties (la totalité de Baba Batra et Sanhédrin, et des fragments de Nashim, Berakhot, Guittin et Kiddoushin) ont été conservées, sous le titre de Yad Ramah (hébreu : יד רמ"ה « Main haute »  – jeu de mots sur l'acronyme Remah). 
Toutefois, l'essentiel de son travail a été transmis via son influence sur Asher ben Yehiel et son fils, Yaakov ben Asher, l'auteur des Arbaa Tourim (la section Tour Even HaEzer de ce livre, est d'ailleurs construite sur les considérations juridiques du Yad Ramah), ainsi que par le Shita Mekoubetset de Betsalel Ashkenazi.
Le commentaire tente d'extraire tous les points de loi des discussions talmudiques, qu'ils y soient directement liés ou seulement périphériques, employant le même ton autoritaire que le Ri"f. Il montre l'influence de Sherira Gaon, Haï Gaon, Rabbenou Hananel, Joseph ibn Migash, Rachi et le Rambam, seule autorité citée nommément. Le Remah semble par ailleurs être la première autorité séfarade à connaître les Tossefot, qui ne sont toutefois que rarement utilisés.
Chaque sujet est discuté dans les moindres détails, et apporte généralement un résumé des principaux points à la fin de la discussion. Il est rédigé en araméen talmudique, avec quelques explications en arabe, ce qui rend quelquefois la compréhension malaisée.

### Correspondance etresponsa
Le Remah est une autorité juridique majeure, dont les responsa étaient sollicités par de nombreux rabbins dont le Ramban, le Rashba, le Rash de Sens et les Sages de Lunel. Cependant, seule quelques dizaines en ont été préservées, et imprimées dans le recueil Or Tzaddikim (n° 250-309, Salonique 1799).
Quant à sa correspondance polémique, elle a été rassemblée et imprimée par J. Brill sous le titre de Kitab al-Rasa'il - Sefer Iggerot (Paris, 1871).

### Massora
On attribue au Remah la rédaction d'un rouleau de la Torah servant de correctif pour les scribes d'Espagne, mais aussi de France, d'Allemagne et d'Afrique du Nord. Il suit généralement les réglementations de Maïmonide, mais s'en écarte lorsqu'il existe des traditions plus anciennes.
Il a également écrit le Massoret Seyag laTorah, contenant des notes massorétiques sur l'écriture pleine et défective des mots dans le Pentateuque, arrangés par ordre alphabétique. Il a été imprimé à Florence en 1750 puis à Berlin, en 1761.

### Autres
Bien que son activité littéraire se soit principalement exercée dans la théologie et le droit, Aboulafia a également écrit des poèmes dans lesquels il exprime en partie ses conceptions théologiques conservatrices. Malgré la controverse avec Maïmonide, il rédigera une complainte funèbre sur Maïmonide. 
Son poème intitulé Lettre depuis la tombe est également célèbre : il a été écrit à son père pour lui annoncer la mort de sœur, le 10 novembre 1212, et pour le réconforter.
Il continuait à cultiver dans sa poésie le style révolu de l'âge d'or, bien qu'on y trouve déjà des changements qu'on s'accorde à attribuer à l'école de Gérone.

## Source
- Cet article contient des extraits de l'article « ABULAFIA » par Kaufmann Kohler, Philipp Bloch, Meyer Kayserling & Paul Wendland de la Jewish Encyclopedia de 1901–1906 dont le contenu se trouve dans le domaine public.

- (en) Cet article est partiellement ou en totalité issu de l’article de Wikipédia en anglais intitulé « Meir Abulafia » (voir la liste des auteurs).